# 呉川市
呉川市（ごせんし）は中華人民共和国広東省湛江市に位置する県級市。

## 行政区画
下部に5街道、10鎮を管轄する
- 街道
  - 梅菉街道、塘尾街道、大山江街道、博鋪街道、海浜街道
- 鎮
  - 浅水鎮、長岐鎮、覃巴鎮、王村港鎮、振文鎮、樟鋪鎮、呉陽鎮、塘㙍鎮、黄坡鎮、蘭石鎮